# Big Red Meat
 (octobre 2020).
Big Red Meat (en comanche piarʉ ekarʉhkapʉ, en français : grande viande rouge) est un chef Nokoni Comanche né vers 1820-1825 et mort le 1er janvier 1875.

## Jeunesse: guerrier et chef de guerre
Dès son enfance, Big Red Meat fut formé sous la direction du chef Nokoni Huupi-pahati, alias « Tall Tree » (« Grand arbre ») et son second Quenah-evah, alias « Boisson d'aigle » (« Eagle Drink » en anglais). Quenah-evah remplaça plus tard Huupi-pahati à sa mort (probablement en raison d'épidémies de variole et de choléra de 1849, apportées par les colons britanniques). Quenah-evah prit le rôle de chef principal de sa tribu, vraisemblablement avec Horseback (Tʉhʉyakwahipʉ) comme chef de deuxième rang ; Big Red Meat grandit donc en chef de guerre.
Au cours des années 1850 et 1860, Big Red Meat devint célèbre parmi les tribus amérindiennes du Texas en raison de son succès dans certaines batailles contre eux.

## Chef de guerre
Big Red Meat devint le deuxième chef dans la hiérarchie des Nokoni après la mort du chef Quena-evah et le choix de Horseback comme premier chef, vers 1866.
Lorsque Horseback, en tant que chef de premier rang, signa le traité de Medicine Lodge au nom des Nokoni le 21 octobre 1867, il devint le chef de la faction « pacifique » de la bande. Big Red Meat, chef guerrier, dirigea alors la faction sans compromis, et fut rejoint par Tahka (« Pointe de flèche »), le chef de guerre du groupe de Horseback au sein de leur tribu commune.
En 1868, les raids comanches et kiowas se multiplièrent car le chef allié Guipago n'avait pas signé le traité de Medicine Lodge. En janvier, 25 colons furent tués, 9 autres scalpés et 14 enfants furent enlevés. En février, 7 autres personnes furent tuées, 5 enfants kidnappés et 50 chevaux et mulets volés. Plus tard la même année, Big Red Meat et certains de ses partisans Nokoni (y compris peut-être Tahka), avec Mow-way, qui a amena ses guerriers Kotsoteka, et le chef de guerre Satanta avec ses braves kiowas menèrent ensemble plusieurs raids à travers le Texas. Le 6 octobre, dans le comté de Montgomery, 1 homme fut tué, 3 enfants enlevés et de nombreux chevaux volés par un groupe de Comanche Kotsoteka et Nokoni. Dans le comté d'Atascosa, 8 hommes ont été tués et plusieurs centaines de chevaux ont été volés par un groupe de Comanche et de Kiowa. En outre, les guerriers amérindiens ont vaincu cette année là un groupe de cow-boys et de fermiers colons qui tentaient de les capturer. Le 25 décembre 1868, des soldats du 3e de cavalerie et du 37e d'infanterie américains arrivèrent au village de Nokoni, plus tard connu sous le nom de Soldier Spring, alors que Horseback était absent. Le chef de guerre Tahka les engagea au combat. Les Nokoni furent vaincus et Tahka mourut dans la bataille. Le village amérindien fut incendié et le bétail tué.

## Attaque du camp de Big Red Meat près d'Anadarko
Big Red Meat faisait aussi partie des chefs comanches impliqués dans la lutte contre les chasseurs de bison à Adobe Walls, non loin d'Anadarko. Après la bataille d'Adobe Walls les 27 et 28 juin 1874, plusieurs Yamparika (Isa-nanica, Hitetetsi alias Tuwikaa-tiesuat, Piyi-o-toho, et Tabananika et Isa-rosa), Kotsoteka (Mow-way campe également à proximité), des bandes Nokoni (Big Red Meat) et Quahadi (Kobay-oburra, chef principal après la mort de Parra-ocoom) se rendirent à « l'agence » (réserve amérindienne) de Fort Sill pour le recensement et la distribution des annuités, mais seul Isa-nanica fut autorisé à rester dans la réserve de Fort Sill. Les autres chefs devaient conduire leur peuple à l'agence Wichita à Anadarko. À la suite des meurtres commis par les Kiowas, le capitaine Gaines Lawson et sa compagnie (25e d'infantrie) sont envoyés en garnison à Anadarko. Ils furent renforcés par le colonel John W. « Black Jack » Davidson avec quatre compagnies du 10e de cavalerie de Fort Sill. Le 22 août, près d'Anadarko, un détachement de cavalerie fut envoyé au village de Big Red Meat (60 tentes) pour prendre leurs fusils, leurs arcs et flèches, et déporter les Nokoni à Fort Sill comme prisonniers. Les Kiowas se désolidarisèrent en se moquant du malheur des Comanches et les guerriers Nokoni attaquèrent la troupe. Les soldats de l'US Army tirèrent sur les deux groupes indigènes. Pendant la nuit, Davidson ordonna que les tentes comanches soient brûlées. Le combat s'est poursuivi le lendemain, 23 août, avec quatre soldats et 14 guerriers indigènes blessés (un de plus a été tué). Après cet engagement, Nokoni et Kiowas se sont retirés, brûlant la prairie et tuant des colons près d'Anadarko et le long du ruisseau Beaver. Après cela, Tosawi et Asa-havey conduisirent leur Penateka à Fort Sill, tandis que Horseback est allé avec son groupe Nokoni à l'agence Wichita,. Les Yamparika et Nokoni rejoignirent les Quahadi et Kotsoteka, campant à Chinaberry Trees, dans le canyon de Palo Duro.

## Dernière bataille
Alors que Horseback réussit à empêcher l'implication de ses guerriers Nokoni dans la guerre de la rivière Rouge en 1873–1874, Big Red Meat rejoint la faction hostile comanche et kiowa, s'unissant ainsi que ses guerriers Nokoni à Quanah Parker, Parra-o-coom (« Bull Bear », en français : « Ours-bœuf »), Kobay-oburra (« Cheval sauvage », « Wild Horse »), Kobay-otoho (« Cheval noir »), Isatai et leur Quahadi Comanche ; à Mow-way (« Il pousse de côté » ou « Il pousse-au-milieu », généralement appelé « Shaking Hand ») et ses Kotsoteka ; à Tabananika (« Sound-of-the-Sunrise »), Isa-rosa (« White Wolf ») et Hitetetsi aka Tuwikaa-tiesuat (« Little Crow ») et leur Yamparika. Ils furent bientôt rejoints par quelques Kiowas dirigés par Guipago, Satanta, Zepko-ete ("Big Bow"), Tsen-tainte ("White Horse") et Mamanti ("He Walking-above").

## Emprisonnement et décès
Big Red Meat prit part à la campagne menée par le colonel Ranald Mackenzie avec son 4e régiment de cavalerie contre Quanah Parker et ses partisans jusqu'à la fin de 1874 et jusqu'en 1875 dans les Stacked Plains (« plaines jalonnées »). Il participa également à la bataille du canyon de Palo Duro, où l'armée détruisit cinq villages amérindiens le 28 septembre 1874. Le coup final de Mackenzie à ces tribus Amérindiennes fut de tuer 1 000 de leurs chevaux à Tule Canyon. Le 5 novembre 1874, les forces de Mackenzie remportèrent un engagement mineur, le dernier, avec les Comanches. Big Red Meat se rendit le 23 octobre, après un combat contre les compagnies du major Schofield du 10e de cavalerie près d'Elk Creek, puis fut emprisonnée à Fort Sill. 
En mars 1875, Mackenzie prend le commandement de Fort Sill et contrôle les réserves de Comanche-Kiowa et de Cheyenne-Arapaho,,,. Après la campagne de Palo Duro (1874) et la reddition des derniers groupes comanches hostiles de retour des plaines jalonnées, les neuf hommes Comanches restants sont envoyés à Fort Marion, en Floride. Big Red Meat mourut en captivité dans la glacière de Fort Sill le 1er janvier 1875.